# The War of the Simpsons
«The War of the Simpsons» (с англ. — «Война Симпсонов») — двадцатый эпизод второго сезона мультсериала «Симпсоны», премьера которого состоялась 2 мая 1991 года.

## Сюжет
Мардж и Гомер решили устроить вечеринку, и теперь они, одетые в свою парадную одежду, дополняют последние штрихи. Первыми к ним приходят Нед и Мод Фландерсы. Нед, увидев спиртные напитки, сказал, что он когда-то учился на бармена и предложил Гомеру пунш собственного приготовления. Гомеру пунш очень понравился, и скоро он напивается в стельку и раз за разом шокирует всех присутствующих своими выходками. Для него вечер кончается тем, что он засыпает прямо в прихожей. Утром Мардж, поругавшись с ним и обидевшись на него, пошла в церковь, а Гомер объяснил Барту, почему он так странно себя вчера вёл.
Затем Гомер пошёл в церковь вслед за Мардж, а там Преподобный Тимоти Лавджой сообщил, что он и его жена проводят у себя на выходных в загородном домике близ озера семинар для пар, которые испытывают проблемы в браке. Мардж, несмотря на скептицизм и нежелание Гомера, записалась на эти семинары.
Подготавливаясь к поездке, Гомер взял с собой удочку, так как хотел порыбачить на озере, хотя Мардж строго-настрого запретила ему брать что-либо, связанное с рыбалкой. Уезжая, они попросили Деда присмотреть за детьми. По дороге Гомер, под предлогом того, что ему нужно заправиться (хотя бак был полон), зашёл в магазинчик рядом с бензоколонкой, чтобы купить наживку. В магазине он услышал от продавца об огромной зубатке, прозванной «Генерал Шерман», живущей как раз в том озере. Гомер решает во что бы то ни стало выловить её.
Бо́льшую часть первого дня сеанса все пары провели, слушая, как Мардж перечисляет недостатки Гомера. А на следующее утро Гомер, встав очень рано, вопреки запрету Мардж ускользнул на рыбалку.
Тем временем дети, пользуясь наивностью дедушки, делают всё, о чём только может мечтать ребёнок: едят мороженое, пьют кофе, курят сигары, а под конец устраивают вечеринку, на которую приходят не только все ученики школы, но и лица, совершенно не связанные с Бартом и Лизой дружескими узами (например, Змей Джейлбёрд).
Гомер зацепил на крючок Генерала Шермана, но, чтобы втащить его на борт, он сражался с ним очень долгое время. Подплывая к берегу, он увидел там Мардж, которая, очень разозлившись на Гомера, сказала ему, что начинает сомневаться в их браке, и что эта рыба демонстрирует его эгоизм. Гомер по одному её слову выбросил рыбу за борт, и тогда Мардж поняла, что Гомер всё же любит её — ведь он упустил добычу, за которой охотился целых 6 часов и отдал ей все свои силы.
После вечеринки в доме ни осталось ни одного чистого места, и дед заплакал. Барту с Лизой стало стыдно, и они привели весь дом в порядок к приходу родителей. Когда Мардж спросила у Эйба, как ему удалось сохранить порядок в доме, он признался, что разжалобил детей притворным плачем. Дети были шокированы.

## Интересные факты
- Музыку, которую Мардж включила в машине, когда ругалась с Гомером, можно услышать также в серии «Simpson and Delilah».
- Человек, который злобно косился на Гомера в церкви, очень напоминает Адольфа Гитлера.
- Когда Дед с детьми пришли в магазин, Мэгги сама кладёт некоторые продукты в сумку, также как и в серии «Homer vs. Lisa and the 8th Commandment».
- Отчётливо можно увидеть, что Змей на момент звонка сидел в тюрьме либо 30 дней, либо 2,5 года (в зависимости от того, что означают чёрточки).
- В комментарии к эпизоду Мэтт Грейнинг признался, что он ненавидит ту сцену, где «Генерал Шерман» подмигивает зрителю, в то время как Мардж и Гомер целуются на лодке. Непонятно однако, почему же он не удалил этот фрагмент.
- Первоначально предполагалось, что вместо Неда Фландерса в дом Симпсонов войдут сразу несколько пар, а именно Мистер Бёрнс с девушкой по вызову и Эдна Крабаппл со своим мужем (о котором она упоминала в прошлой серии, сказав, что он ушёл от неё).
- Сценарий этой серии был написан персоналом шоу, однако один человек на добровольной основе прислал им свой сценарий и хотел, чтобы по нему также была сделана серия. Сценарий почти полностью совпадал со сценарием этой серии, поэтому создатели «Симпсонов» решили заплатить автору 3 тысячи долларов, дабы он не обвинял их в плагиате.

## Культурные отсылки
- Способ приготовления коктейля Недом Фландерсом — отсылка к фильму «Коктейль».
- Представление Гомера о том, как прошла вечеринка (вид людей и интерьер) — отсылка к карикатурам Эля Гиршфельда в The New York Times, а именно его карикатуры на собрание поэтов, актёров и писателей, называвшееся «The Algonquin Round Table».
- Музыка, которую слышит зритель в момент, когда Барт вспоминает, как он чуть было не задавил приходящую няню — отсылка к музыке из фильма «Омен».
- Продавец магазина для рыболовов — отсылка к фильму «Кладбище домашних животных», где присутствовал похожий персонаж.
- Фотография «Генерала», которую увидел Гомер в магазине снастей — отсылка к самой известной фотографии Лох-несского чудовища.
- Одна из пар, приехавших на дачу Лавджоев, — Джон и Глория — отсылка к Джорджу и Марте из фильма «Кто боится Вирджинии Вулф?».
- Битва Гомера с «Генералом Шерманом», продолжавшаяся около шести часов — отсылка к повести Эрнеста Хемингуэя «Старик и море».
- Песня, которую напевает Гомер после того, как поймал рыбу — отсылка к песне группы Queen «We Are the Champions».
- Как уже говорилось в более ранних эпизодах, доктор Джулиус Хибберт — пародия на Мэта Косби. Жена доктора, появившаяся в этом эпизоде, напоминает Клер, ещё одну участницу «Косби Шоу».
- Проспекты, которые продавал преподобный Лавджой — «„Промашки Сатаны“ и „Больше промашек Сатаны“» (англ. "Satan’s Boners" and "Good grief, more Satan’s Boners") — отсылка к паре юмористических книг Чарльза Шульца «Арахис и больше арахиса» (англ. «Peanuts and Good grief, more Peanuts!»)
- Название эпизода — отсылка к фильму 1989 года «Война Роузов» (англ. The War of the Roses).